# Philosophiae Naturalis Principia Mathematica

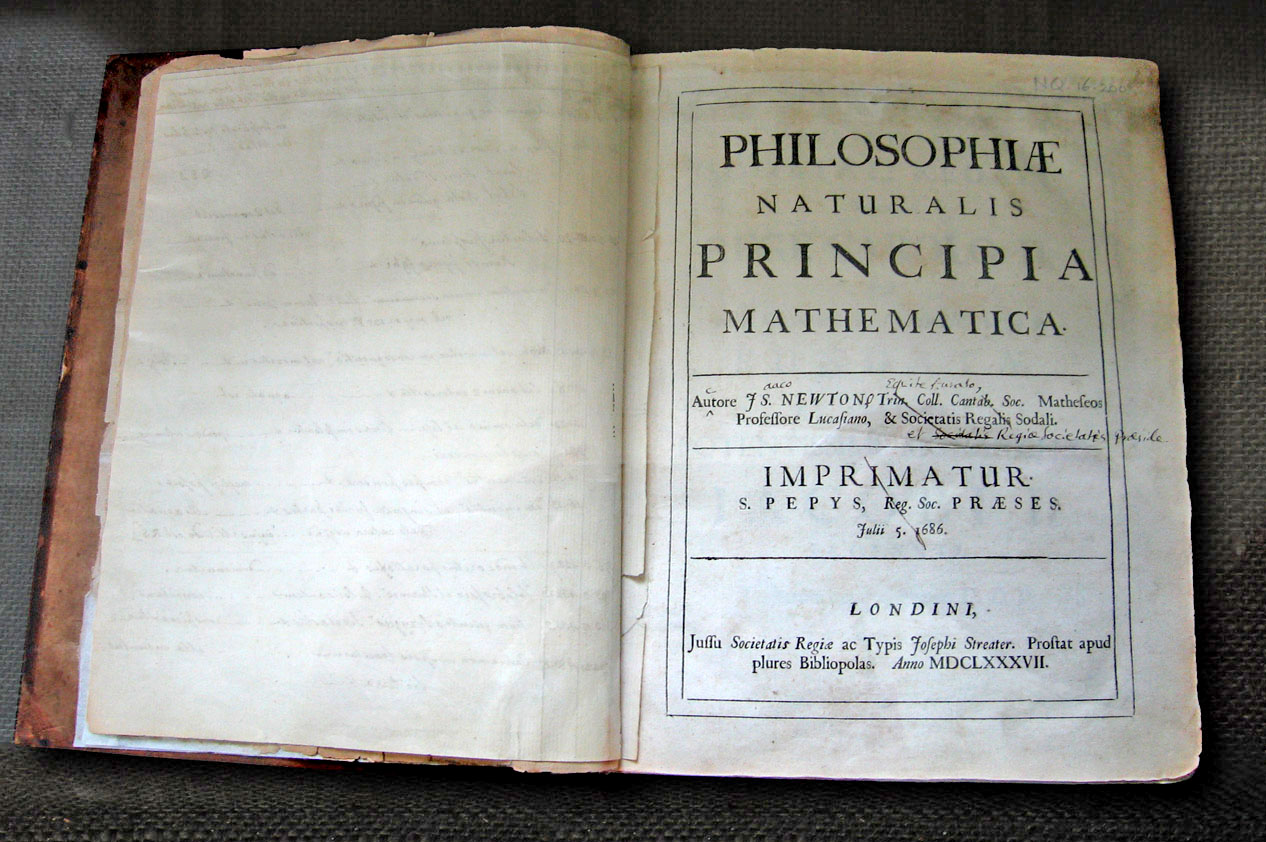
Newton saját példánya, mely a második kiadás számára tett kézírásos javításokat tartalmaz

A Philosophiae Naturalis Principia Mathematica (Latinul: "a természetfilozófia matematikai alapjai", gyakran röviden csak Principia vagy Principia Mathematica) a klasszikus mechanika egy háromkötetes megalapozása, melyet Isaac Newton publikált 1687. július 5-én.

## Története
Tartalmazza Newton mozgástörvényeit, amelyek a klasszikus mechanika alapjait adják, valamint a gravitációs törvényét. Levezeti benne Kepler törvényeit, amelyek a bolygók mozgását írják le (ezeket Kepler megfigyelésekből állapította meg). Igazi jelentősége az égi és a földi mechanika egyesítése, annak megmutatása, hogy a világegyetemet egységes fizikai törvények irányítják.
A fizikai elméletének leírásához kifejlesztette Newton a matematika egyik ágát, az analízist.  Többnyire a Principia mégis mellőzi az analízis nyelvezetét, és többnyire geometriai érvelésekre fordítja bizonyításait.
Newton a tömeg mérésére a következő előírást adja: "Az anyag nagysága sűrűsége és térfogata együttes mérésével (adható meg)." Mai fogalmainkkal ez azt jelenti, hogy a tömeg a (tömeg)sűrűség és a test térfogatának a szorzatával egyenlő. Newton leszögezi ebben a művében azt is, hogy a tömeg és a súly arányosak  egymással - amit, mint mondja, nagyon pontosan megtervezett ingakísérletekkel igazolt.
Művének utolsó előtti bekezdésében található a híressé vált mondás: Hypotheses non fingo – Nem állítok fel hipotéziseket. Azaz a magyarázatot, ha azt nem ismeri, nem próbálja találgatni, hanem csak leírja a jelenség kísérletileg megfigyelt, igazolt jellemzőit. „A jelenségekből még nem tudtam feltárni a gravitáció ezen jellemzőinek magyarázatát, és én nem találok ki hipotéziseket. Bármi, ami nem vezethető le a jelenségekből, hipotézisnek nevezendő; a hipotéziseknek pedig, legyenek azok metafizikaiak vagy fizikaiak, épüljenek okkult sajátságokra, vagy legyenek mechanikaiak, nincs helyük a tapasztalati filozófiában. Ebben a filozófiában a jelenségekből szabatos tételekre következtetünk, és később indukcióval tesszük azokat általánossá.” „Elegendő (leszögezni), hogy a nehézkedés létezik, hogy az általunk megállapított törvények szerint hat, és hogy képes az égitestek és a tenger valamennyi mozgásának a megmagyarázására.”